# Music from the Edge of Heaven
| Críticas profissionais | Críticas profissionais |
| Avaliações da crítica  | Avaliações da crítica  |
| Fonte                  | Avaliação              |
| ---------------------- | ---------------------- |
| All Music Guide        | link                   |

Music from the Edge of Heaven é o terceiro e último álbum de estúdio da dupla pop britânica Wham!. Foi lançado em 1 de Julho de 1986 pela Columbia Records.
O álbum foi lançado apenas no Japão e América do Norte. Em outros territórios, The Final foi lançada em seu lugar. Ambos os álbuns estão relacionados e têm faixas semelhantes, exceto que The Final também contém todos os singles principais da banda e é mais visto como uma coletânea da dupla, enquanto Music from the Edge of Heaven é comumente considerado como o terceiro álbum de estúdio do Wham!. Como o álbum não foi lançado no Reino Unido, não foi incluído na série de remasterização em CD.

## Faixas
Todas as faixas compostas por George Michael, exceto onde indicado
Lado A – Hot Side
1. "The Edge of Heaven" – 4:31[2]
2. "Battlestations" – 5:25
3. "I'm Your Man" – 6:05[3]
4. "Wham Rap! '86" (Michael, Andrew Ridgeley) – 6:33

Lado B – Cool Side
1. "A Different Corner" – 4:30
2. "Blue" (Ao vivo na China) – 5:43
3. "Where Did Your Heart Go?" (David Was, Don Was) – 5:43
4. "Last Christmas" (Pudding Mix) – 6:44[4]